# Eric Ejiofor
Eric Ejiofor (Asaba, 17 dicembre 1979) è un ex calciatore nigeriano, di ruolo difensore.